# Ingeniería genética de flavonoides
La ingeniería genética de flavonoides es utilizada para aumentar o suprimir la concentración de flavonoides en las plantas, o bien para sintetizarlos a través de cultivos de bacterias. La ingeniería metabólica de los flavonoides empezó en 1987 y ha sido un área de investigación muy fructífera en la década del '90. Muchos de esos procedimientos están bajo patente. 
La ingeniería metabólica consiste en la introducción o supresión de genes específicos en una planta objetivo. Su realización es cara y trabajosa. Por eso se realiza previamente una caracterización minuciosa del pool de genes, la ruta biosintética, la especificidad de sustrato de las enzimas concernientes y la disponibilidad de sustratos definidos de la planta objetivo. Una función específica de un flavonoide está determinada normalmente por varios factores, que hay que conocer previamente. El profundo conocimiento de la planta objetivo mejora mucho la probabilidad de éxito de la ingeniería genética. Por eso se realizan experimentos previos como la aplicación de inhibidores específicos de las enzimas, que puede proveer información adicional. Suplementar a las plantas con intermediarios de flavonoides que no se encuentran naturalmente en dichas plantas es una manera de probar si la planta tiene un sistema interno de enzimas necesario para convertir dichos intermediarios en los flavonoides deseados.
La aplicación in vivo de inhibidores puede reflejar los resultados de estrategias antisense o de supresión de sentido. Existen inhibidores específicos para enzimas dioxigenasas dependientes de 2-oxoglutarato, como son: flavanona 3-hidroxilasa (F3H), flavonol sintasa (FLS), antocianidina sintasa (ANS) y flavona sintasa I (FS I); y para enzimas monooxigenasas dependientes de citocromo P450: flavonoide 3’ hidroxilasa (F3’H), flavonoide 3’5’ hidroxilasa (F3’5’H), flavona sintasa II (FSII) e isoflavona sintasa (IFS).
El desarrollo de estos experimentos previos permite hacer una predicción del resultado final de un experimento de ingeniería metabólica, ahorrando tiempo y dinero. Gracias a estos experimentos previos o aproximaciones podemos hacer también análisis químicos de alteraciones en el patrón de metabolitos, incluyendo la síntesis de nuevos compuestos o, en el caso de cambios de color, incluso inspección ocular.

## Ejemplos de ingeniería metabólica
Los ejemplos siguen a continuación (Forkmann y Martens 2001):

### Coloración de las flores
Véase también: En busca de la rosa azul
La innovación en el color de las flores, en particular la generación de variedades azules y amarillas desconocidas, es una de las mayores fuerzas conductoras en el desarrollo del cultivo de plantas ornamentales.
En una combinación de métodos clásicos y moleculares, la ingeniería metabólica es una herramienta muy poderosa para generar nuevos colores de flores sin cambiar otras características preexistentes en una determinada variedad o cultivar. 
El éxito conseguido en la síntesis de pelargonidina expresando unos genes adecuados de la enzima dihidroflavonol 4-reductasa (DFR) procedentes de otras plantas, que permite conseguir flores naranjas de Petunia, ha conllevado mucho trabajo, incluyendo la introducción de nuevos genes en determinadas especies de plantas, la complementación de mutantes definidos, y la supresión de la síntesis de flavonoides por antisentido o supresión de sentido.
Las empresas Florigene Ltd. y Suntory Ltd. generaron claveles (Dianthus caryophyllus), transgénicos con flores violetas introduciendo derivados de la delfinidina de Petunia hybrida, que no se forman de forma natural. Estas empresas seleccionaron variedades blancas de Dianthus que solo sintetizaban dihidrokaempferol debido a una falta de actividad de las enzimas DFR y F3’H. La secuencia de ADN que codificaba para la enzima DFR de Petunia, que acepta dihidromiricetina como sustrato, pero no dihidrokaempferol, fue introducida en esta variedad, junto con la secuencia de ADN codificante para la enzima F3’5H de Petunia. Al expresarse ambas enzimas se hidroxila el dihidrokaempferol en dihidromiricetina gracias a la enzima F3’5’H, la cual es consecuentemente convertida en leucodelfinidina por la DFR de Petunia, y al fin en delfinidina, derivada de las propias enzimas presentes en la planta. El resultado de este proceso son las variedades de flores violetas de Dianthus llamadas ‘Moondust TM’ y ‘Moonshadow TM’, convirtiéndose en los primeros cultivos floriculturales transgénicos en salir al mercado. Hoy en día, las flores de Dianthus auténticamente azules no han sido creadas debido a las condiciones inapropiadas del pH vacuolar y a la co-pigmentación. 
La formación de delfinidina por la introducción del gen F3’5’H también ha sido alcanzada en cultivos ciánicos de Dendranthema, Dianthus y Rosa, pero las antocianinas basadas en cianidina y/o pelargonidina aún permanecen en estas variedades.
Un nuevo avance concerniente a la manipulación de la síntesis de chalcona ha llevado a la formación de flores amarillo pálido de Petunia. Expresando el gen chalcona quetido-reductasa (CHKR) de alfalfa en una línea aciánica de Petunia se permite la síntesis de 6′-deoxichalcona isoliquiritigenina, a través de la acción conjunta de la enzima introducida con la chalcona sintasa (CHS). Como la isoliquiritigenina no es un sustrato de la chalcona isomerasa (CHI) de Petunia, cierta cantidad de chalcona se acumula en las flores, provocando una coloración amarilla pálida. Una concentración mayor de chalcona puede llevar a flores verdaderamente amarillas, lo cual podría ser alcanzado por la glicosilación e hidroxilación de la isoliquiritigenina. La introducción de CHKR podría ser exitosa en todas las especies de plantas con alta actividad CHS.
La coloración invariable amarilla de los pétalos de Forsythia es causada por la acumulación de carotenoides, sin embargo, algunas antocianinas se forman en los sépalos. Se ha estudiado la ruta de estos flavonoides de los sépalos, revelando que la formación de antocianinas en los pétalos es deteriorada en los pasos controlados por las enzimas DFR y ANS, sobre todo en este último paso. Introduciendo el gen DFR de Antirrhinum y el ANS de Matthiola se consigue una variedad transgénica de Forsythia con flores ligeramente marrones, debido a la síntesis de algunas antocianinas en un fondo amarillo producido por los carotenoides.
En 1999, de Vetten et alii informó sobre un citocromo b5 específico de las flores que es necesario para una plena actividad de la enzima F3’5’H en Petunia, pero no observaron dicho efecto en la actividad de ninguna enzima citocromo P450. El citocromo b5 es codificado por el gen difF, que se expresa solo en la flor.
Introduciendo y expresando el gen difF en las flores de Dianthus que serán también transformadas por el gen F3 ‘5 ‘H de Petunia conseguimos unas flores casi negras, debido a la gran acumulación de derivados de delfinidina.
Transformado la variedad de Dianthus ‘Eliat’ con el antisentido del gen F3H que codifica para la enzima flavanona 3-hidroxilasa, conseguimos flores amarillo crema, debido a la acumulación de naringenina-chalcona 2’-glucósido.
Además de la supresión de la formación de antocianina, la fragancia media de las plantas transgénicas era significativamente mayor que en las flores control debido a los muy elevados niveles de metilbezoato. Así, suprimiendo la biosíntesis de flavonoides con el F3H antisentido se desvía el flujo metabólico a la biosíntesis de derivados del ácido benzoico.

### Mejoras en el potencial nutricional de los alimentos
La ingeniería metabólica ofrece un medio para mejorar la calidad y cantidad de flavonoides presentes en los alimentos que ingerimos. 
En tomate, que produce naturalmente solo pequeñas cantidades de kaempferol y quercetina en la piel del fruto, se ha conseguido introducir y sobre-expresar los genes reguladores Lc y C1 de maíz, lo que lleva a un incremento de la formación de kaempferol de más del 60%, principalmente en la pulpa de los frutos. Además, la introducción del gen CHI de Petunia aumenta la biosíntesis de quercetina en más del 70% en la piel. La expresión de Lc y C1 en patata causa una marcada acumulación de kaempferol en los tubérculos. En el futuro, la disponibilidad del gen FLS, codificante de la enzima flavonol sintasa, obtenido de varias fuentes permitirá una ingeniería mucho más directa en la síntesis de los flavonoles.
Adicionalmente a esto, la clonación reciente del gen que codifica para la FSII provee los medios para manipular la formación de flavonas para usos agronómicos y nutricionales.
En algunos cultivos forrajeros, la acumulación de taninos condensados en niveles moderados (proantocianidinas) confiere cierta protección a las proteínas en los sistemas de los rumiantes. En el cuernecillo (Lotus corniculatus), se ha conseguido inducir tanto una reducción como un aumento en los niveles de proantocianidina en hojas y tallos usando estrategias antisentido para CHS y DFR respectivamente. En otro experimento, la introducción del factor de transcripción Sn de maíz en el cuernecillo resultó en la supresión de la síntesis de proantocianidina. La ruta de los taninos condensados necesita ser estudiada aún, y muchos genes deben ser aislados todavía.

### Mejoras en el potencial farmacéutico de los alimentos
Los isoflavonoides pueden actuar como fitoestrógenos, lo cual ha generado un gran interés en el uso de estos compuestos para tratar desórdenes hormonales en humanos. Los isoflavonoides solo se presentan en las leguminosas, en las cuales el primer paso de la biosíntesis de las mismas está regulado por la isoflavona sintasa (IFS). Recientemente se ha clonado el gen que codifica para dicha enzima, lo cual ha abierto un nuevo campo de ingeniería para la formación de isoflavonoides en plantas de cultivo que normalmente no presentaban dichos compuestos. Se ha realizado un experimento inicial en Arabidopsis thaliana introduciendo el gen IFS de soja por el promotor 35S, resultando la conversión de la naringenina en el isoflavonoide genisteina, que pertenece al grupo de los fitoestrógenos de alto interés médico.

### Supresión de la fertilidad del polen
La esterilidad masculina es un requisito para el desarrollo de sistemas de semillas híbridos, por tanto, la generación de este hecho por ingeniería metabólica es una meta muy importante.
- En maíz, las mutaciones recesivas de dos genes CHS: C2 y Whp dan como resultado polen estéril de color blanco, producto de la ausencia de flavonoides en él.
- En la Petunia, la supresión de sentido de CHS causa flores blancas y esterilidad a la vez. La expresión antisentido de CHS en las anteras causa también esterilidad masculina.
- En plantas de tabaco, la introducción y sobre-expresión del gen STS que codifica para la estibeleno sintasa, que compite con la CHS endógena por sustratos comunes, y por tanto también se produce esterilidad masculina y pigmentación alterada de las flores.

Estudios adicionales muestran que los fenotipos estériles pueden ser complementados por la adición de flavonoles. 
En consecuencia, la estrategia del antisentido o la supresión de sentido de FLS bajo el control de un promotor específico es una alternativa a la supresión completa de la síntesis de los flavonoides. Parece ser que esta es la estrategia más prometedora para la generación de esterilidad masculina.

### Biosíntesis de flavonoides porbacterias genéticamente modificadas
Recientemente mediante la ingeniería genética se ha logrado cultivar bacterias capaces de sintetizar flavonoides de tipo flavanonas.

## Conclusiones sobre la ingeniería genética en los flavonoides
A pesar del éxito de los trabajos recientes, es muy difícil generar o suprimir compuestos flavonoides específicos de forma altamente controlada por ingeniería metabólica de la ruta de los flavonoides. El aislamiento de genes implicados en la ruta biosintética de los flavonoides y de secuencias promotoras permitirá conseguir grandes avances. No solo será posible promover una determinada ingeniería metabólica o flavonoides con funciones terapéuticas en plantas de cultivo, sino que también será concebible desarrollar mejoras en las plantas, tales como un aumento de la resistencia generando o manipulando fitoalexinas, o mejorando la protección a los rayos UV y mejorar la eficiencia de nodulación. Además, un mejor conocimiento de los mecanismos implicados en la co-pigmentación y el pH vacuolar, así como la disponibilidad de respectivos genes y la mejora de sistemas de transformación para plantas ornamentales, hará que la modificación del color de las flores sea más factible.